# Doyen de Westminster

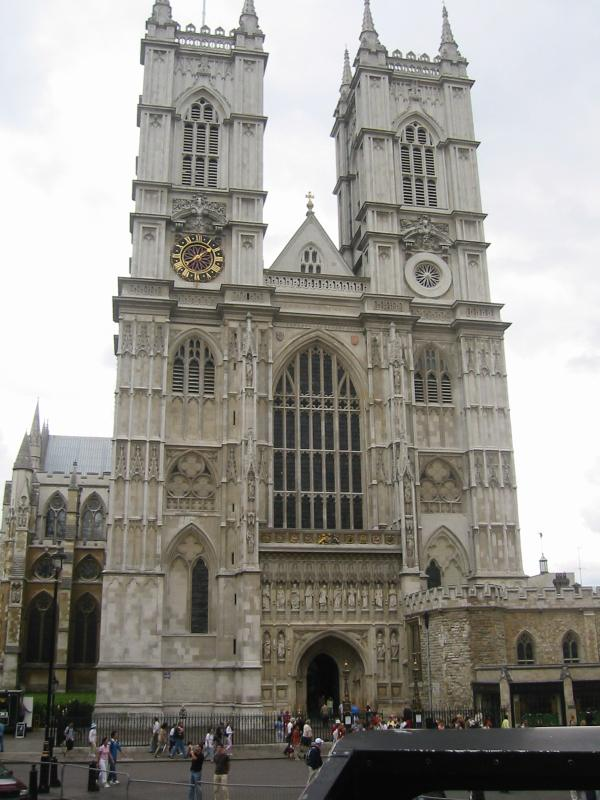
Façade et tours de l'abbaye de Westminster

Le doyen de Westminster (en anglais dean of Westminster) préside le chapitre de l'abbaye de Westminster, lieu des couronnements britanniques et nécropole royale, à Londres. Par privilège spécial, le doyen réfère directement au monarque, et pas à l'évêque de Londres ni à l'archevêque de Canterbury. 

## Historique
À l'origine, en 1540, cette charge prend la suite de celle des abbés de Westminster. Pendant les dix premières années, elle est un siège épiscopal. Le doyen actuel est le « très révérend » David Hoyle (en).

## Liste des doyens

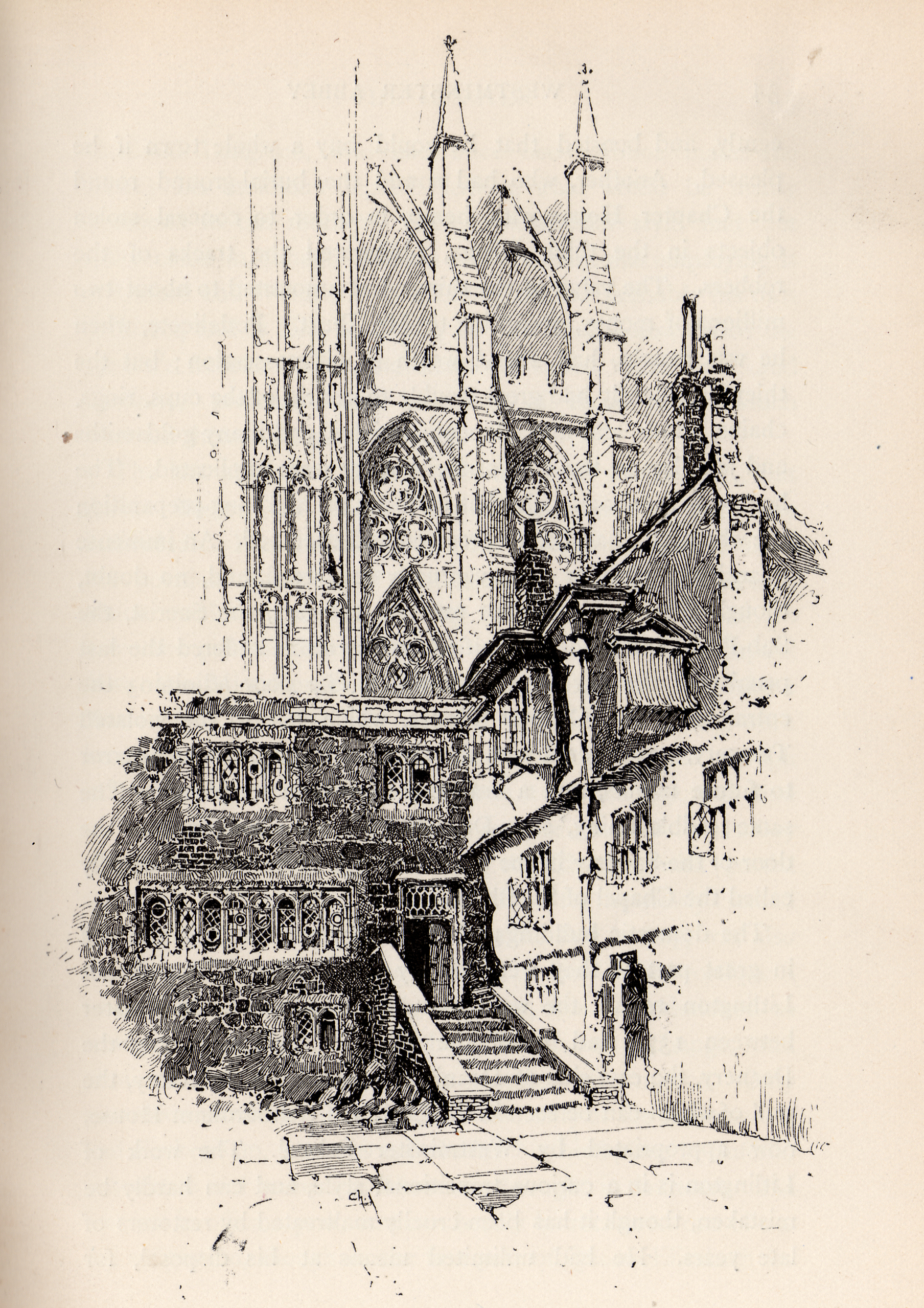
Le doyenné devant l'abbaye de Westminster.

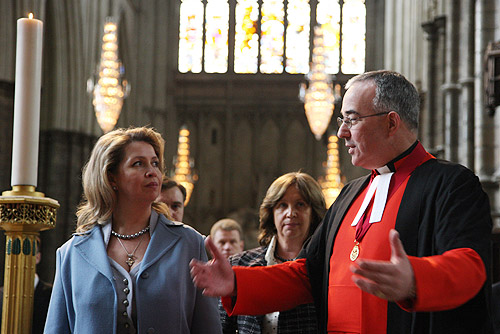
Le doyen de Westminster recevant l'épouse du Premier ministre russe en 2009.

### XVIe–XVIIIesiècles
- 1540–1549 : William Benson, abbé
- 1549–1553 : Richard Cox
- 1553–1556 : Hugh Weston
- 1556–1559 : John Feckenham, abbé
- 1560–1561 : William Bill
- 1561–1601 : Gabriel Goodman
- 1601–1605 : Lancelot Andrewes
- 1605–1610 : Richard Neile
- 1610–1617 : George Montaigne
- 1617–1620 : Robert Tounson
- 1620–1644 : John Williams
- 1644–1651 : Richard Steward, non installé
- 1660–1662 : John Earle
- 1662–1683 : John Dolben[1]
- 1683–1713 : Thomas Sprat[1]
- 1713–1723 : Francis Atterbury[1]
- 1723–1731 : Samuel Bradford[1]
- 1731–1756 : Joseph Wilcocks[1]
- 1756–1768 : Zachary Pearce[1]
- 1768–1793 : John Thomas[1]
- 1793–1802 : Samuel Horsley[1]

### XIXe–XXIesiècles
- 1802–1815 : William Vincent
- 1816–1842 : John Ireland
- 1842–1845 : Thomas Turton
- 1845 : Samuel Wilberforce
- 1845–1856 : William Buckland
- 1856–1864 : Richard Chenevix Trench
- 1864–1881 : Arthur Stanley
- 1881–1902 : George Bradley
- 1902–1911 : Armitage Robinson
- 1911–1925 : Herbert Ryle
- 1925–1937 : William Foxley Norris
- 1938–1946 : Paul de Labilliere
- 1946–1959 : Alan Don
- 1959–1974 : Eric Abbott
- 1974–1985 : Edward Carpenter
- 1986–1996 : Michael Mayne
- 1997–2006 : Wesley Carr
- 2006–2019 : John Hall[2]
- Depuis 2019 : David Hoyle (en)